# Premio Bonner
El Premio Bonner, completo Premio Tom W. Bonner en Física Nuclear es un premio anual otorgado por la Sociedad Estadounidense de Física de la División de Física Nuclear. Fundada en 1964, y actualmente es de USD7500 y un certificado, el Premio Bonner fue fundada en memoria del físico Tom W. Bonner. El objetivo del premio, según lo declarado por la Sociedad Americana de Física es el siguiente:
Reconocer y fomentar la investigación experimental en la física nuclear, incluido el desarrollo de un método, técnica o dispositivo que contribuye de manera general a la física nuclear de investigación.
El Premio Bonner es generalmente otorgado por los logros individuales en la investigación experimental, pero puede ser concedida por su excepcional trabajo teórico y de los grupos que han contribuido a un único logro.

## Lista de galardonados
- 2012 Witold Nazarewicz
- 2011 Richard F. Casten
- 2010 Steven C. Pieper y Robert B. Wiringa
- 2009 Robert D. McKeown
- 2008 Arthur M. Poskanzer
- 2007 Stuart J. Freedman
- 2006 Ian Towner y John Hardy
- 2005 Roy Holt
- 2004 George F. Bertsch
- 2003 Arthur Bruce McDonald
- 2002 J. David Bowman
- 2001 Richard Geller y Claude Lyneis
- 2000 Raymond G. Arnold
- 1999 Vijay Raghunath Pandharipande
- 1998 Joel M. Moss
- 1997 Hamish Robertson
- 1996 John Dirk Walecka
- 1995 Felix Boehm
- 1994 Ernest K. Warburton
- 1993 Akito Arima y Francesco Iachello
- 1992 Henry G. Blosser y Robert E. Pollock
- 1991 Peter J. Twin
- 1990 Vernon Hughes
- 1989 Ernest M. Henley
- 1988 Raymond Davis Jr.
- 1987 Bernard Frois y Ingo Sick
- 1986 Lowell M. Bollinger
- 1985 Eric G. Adelberger
- 1984 Harald A. Enge
- 1983 Charles D. Goodman
- 1982 Gerald E. Brown
- 1981 Bernard L. Cohen
- 1980 Frank S. Stephens y Richard M. Diamond
- 1979 Roy Middleton y Willy Haeberli
- 1978 Sergei Polikanov y V. M. Strutinsky
- 1977 Stuart T. Butler y G. Raymond Satchler
- 1976 John P. Schiffer
- 1975 Chien-Shiung Wu
- 1974 Denys Wilkinson
- 1973 Herman Feshbach
- 1972 John D. Anderson y Donald Robson
- 1971 Maurice Goldhaber
- 1970 William A. Fowler
- 1969 Gregory Breit
- 1968 Raymond G. Herb
- 1967 Charles C. Lauritsen
- 1966 Robert J. Van de Graaff
- 1965 Henry H. Barschall